# École de bibliothécaires-documentalistes
École de bibliothécaires-documentalistes (Škola knihovníků a dokumentátorů) je soukromá škola v Paříži, která sídlí v prostorách Katolického institutu a poskytuje vyšší vzdělání v oblasti knihovnictví a správy informací. Škola byla založena v roce 1935.
Škola nabízí dvouleté studium v oblasti denního vzdělávání. Po jeho absolvování obdrží účastníci diplom správce informací (gestionnaire de l'information). V rámci dalšího vzdělávání (večerní kurzy) je možné získat též osvědčení odborného asistenta knihovníka-dokumentátora (250 vyučovacích hodin) nebo osvědčení knihovníka-dokumentátora (320 hodin).
Oba typy kurzů připravují posluchače jak práci v knihovnách tak v dokumentačních centrech.